# Groton (Suffolk)
Groton es una pueblo y un parroquia civil del distrito de Babergh, en el condado de Suffolk (Inglaterra). Según el censo de 2011, Groton tenía 288 habitantes. Está listado en el Domesday Book como Grotena.